# Andreas Choi Chang-mou
Andreas Choi Chang-mou (Munsan, então Império do Japão, hoje Coreia do Sul, 15 de setembro de 1936) é arcebispo de Gwangju.
Andreas Choi Chang-mou foi ordenado sacerdote em 9 de junho de 1963 e foi incardinado no clero da Arquidiocese de Seul. 
Em 3 de fevereiro de 1994, João Paulo II o nomeou bispo auxiliar em Seul e bispo titular de Flumenepiscense. O arcebispo de Seul, cardeal Stephen Kim Sou-hwan, o consagrou bispo em 25 de março do mesmo ano; Os co-consagradores foram Paul Kim Ok-kyun, Bispo Auxiliar em Seul, e Peter Kang U-il, Bispo Auxiliar em Seul.
O Papa o nomeou Arcebispo Coadjutor de Gwangju em 9 de fevereiro de 1999. Depois que Victorinus Youn Kong se aposentou, ele o sucedeu em 30 de novembro de 2000 como arcebispo de Gwangju. Ele renunciou ao cargo em 25 de março de 2010.